# 拜延忽里
拜延忽里（Bayan Qulï，？—1358年），察合台汗国分裂后，西部第2代可汗，都哇之孙。突厥贵族异密加兹罕杀死答失蛮察后，在河中地区拥立察合台的后人为新汗。拜延忽里完全听命于加兹罕，加兹罕以拜延忽里的名义，统一了河中地区，并对波斯进行干涉。1357年，加兹罕被暗杀，其子米尔咱·阿布达拉赫继位。阿布达拉赫和拜延忽里之妻（可敦）有染，便派人在撒马尔罕暗杀了拜延忽里。